# Calumma vatosoa
Calumma vatosoa е вид влечуго от семейство Хамелеонови (Chamaeleonidae).

## Разпространение и местообитание
Видът е разпространен в Мадагаскар.
Обитава гористи местности и пустинни области.